# 人生の親戚
『人生の親戚』（じんせいのしんせき）は、大江健三郎の小説である。1989年、『新潮』1月特大号に掲載され、同年4月に新潮社より刊行された。（『文学界』同年3月号に「マッチョの日系人」として掲載された作品が「後記にかえて」として併録されている。）同書は第1回伊藤整文学賞を受賞した。
大江の小説では初めて女性を主人公にしている。

## あらすじ
主人公・倉木まり恵の悲劇的な後半生が、共に知的障害を持つ子供がいるという機縁から知り合いになった作家「僕」の視点で語られる。
主人公の倉木まり恵は、生まれつき知的障害を持つ長男ムーサンと、事故による身体障害で車椅子生活になった次男道夫の二児の母親である。後天的な障害を悲観した道夫がムーサンをけしかけて二人は投身自殺してしまう。
まり恵は、ムーサンらの生前に既に離婚していた元夫で、ムーサンらの死後、悲劇に耐えきれずに重度のアルコール中毒となったサッチャンにこう言う。「──サッチャン 、私たちの人生は失敗だったね 。いいものはもうなにも残っていないね 。これからまた 、めずらしいことや美しいことにめぐりあったとしても 、一緒に楽しむムーサンや 、道夫くんはいないと感じて 、逆に落込むはずだものね 。」
まり恵はアメリカ南部のカトリックの作家フラナリー・オコナーの研究者として大学に勤めていたが、二人の死を受けて職を辞し、救いを求めながら奇妙な遍歴を重ねる。映画製作を目指す朝雄君ら三人の若者、宇宙の意思を思想の根本に置くコズ率いるフィリッピン人の演劇活動グループ、テューター・小父さん率いる若い娘たちで構成される新興宗教のグループ「集会所」と次々関わっていく。
まり恵はテューター・小父さんらと共に渡米し、カリフォルニアのコンミューンに暮らすが、テューター・小父さんは現地で病死する。後追いで集団自殺しようとする娘らを押しとどめ、一行はアメリカ全土をキャンピング・カーで巡りテューター・小父さんの遺骨を散骨してまわる。その後、まり恵はメキシコに向かう。
メキシコではコンミューンで知り合ったセルジオ・松野の農場で暮らし、貧しいインディオやメスティソのために尽くし聖女のようにあがめられるようになったが、渡米前からわずらっていたものを、だましだましして養うようにやってきていた乳癌で死ぬ。
まり恵の晩年のメキシコでの姿を朝雄君らのチームがフィルム撮影する。セルジオ・松野はそれを素材にして、農場近隣の町村の広場（ソカロ）で上映するための「世界最終の女」と題する映画を仕上げる目論みを持っている。
まり恵は強烈な悲しみを抱え続けて生涯を閉じたが、この悲しみをこの小説では「人生の親戚」と呼んでいる。ストーリーを通して、最悪の悲劇を体験した人間は果たしてそこから恢復し得るのか？という問いが追求される。これは、「キリスト教では、世界には言葉（ロゴス）が始めにあり、そこから事物は生まれたとされるが、そうだとすると、感知しえる（sensible）ものは理解しえる（Intelligible）はずである。まり恵に起きた悲劇は理解し難いが、果たしてこの世界は理解し得るように成り立っているのか？」という神学的な問いともなっている。

## 評価

### 中上健次の評価
作家・中上健次は大江を年長のライヴァルとみており、そのことから殊更大江には厳しく出て、戦後民主主義的価値観やブッキッシュな小説作法を批判するのが常であったが、本作を絶賛している。
「大江健三郎は実に不思議な作家である。この書き方、この硬直した思考では次は駄目だろうと思っていると、デッドロックを予測もしない方向から易々と抜け、新しい展開を見せている。先の短篇 （ 「夢の師匠 」 群像十月号 ）もそうであったが、文章から吃音癖が取れ、しなやかになっている。その文章が私小説的素材を語っていくのであるが、語り手、妻 、光、まり恵さん等、登場人物の親和力ともあい重なり、豊かで深々としたコ ーラスを聴いているような気にさせる。この小説では、なにげない挿話として入っている病院で光が暴れ、帰り道てんかんの発作で電車とホ ームの間に足をおち込ませるくだり、三年前 、五年前の大江健三郎なら、吃音の強い切迫した息づかいの文章で描いたはずである。しかし現在は違う。それ故に神々しさのようなものがあらわれる。感傷でもない涙がわく。」

## 時評
作品発表時の時評として主なものに以下のものがある。
- 川村二郎・三木卓・柄谷行人「創作合評（『人生の親戚』）」『群像』1989年2月号
- 津島佑子「人生と小説『人生の親戚』大江健三郎」『新潮』1989年6月号
- 川本三郎「悲しみは物みなを親密にするー大江健三郎『人生の親戚』を読む」『文學界』1989年7月号